# Cardiocondyla elegans
Cardiocondyla elegans es una especie de hormiga del género Cardiocondyla, tribu Crematogastrini, familia Formicidae. Fue descrita científicamente por Emery en 1869.
Se distribuye por Armenia, China, Georgia, Irán, Israel, Turquía, Turkmenistán, Bulgaria, Francia, Grecia, Hungría, Italia, Macedonia, Montenegro, Rumania, Eslovenia, España y Ucrania. Se ha encontrado a elevaciones de hasta 150 metros. Habita en bosques de pinos.